# Kaigunšó

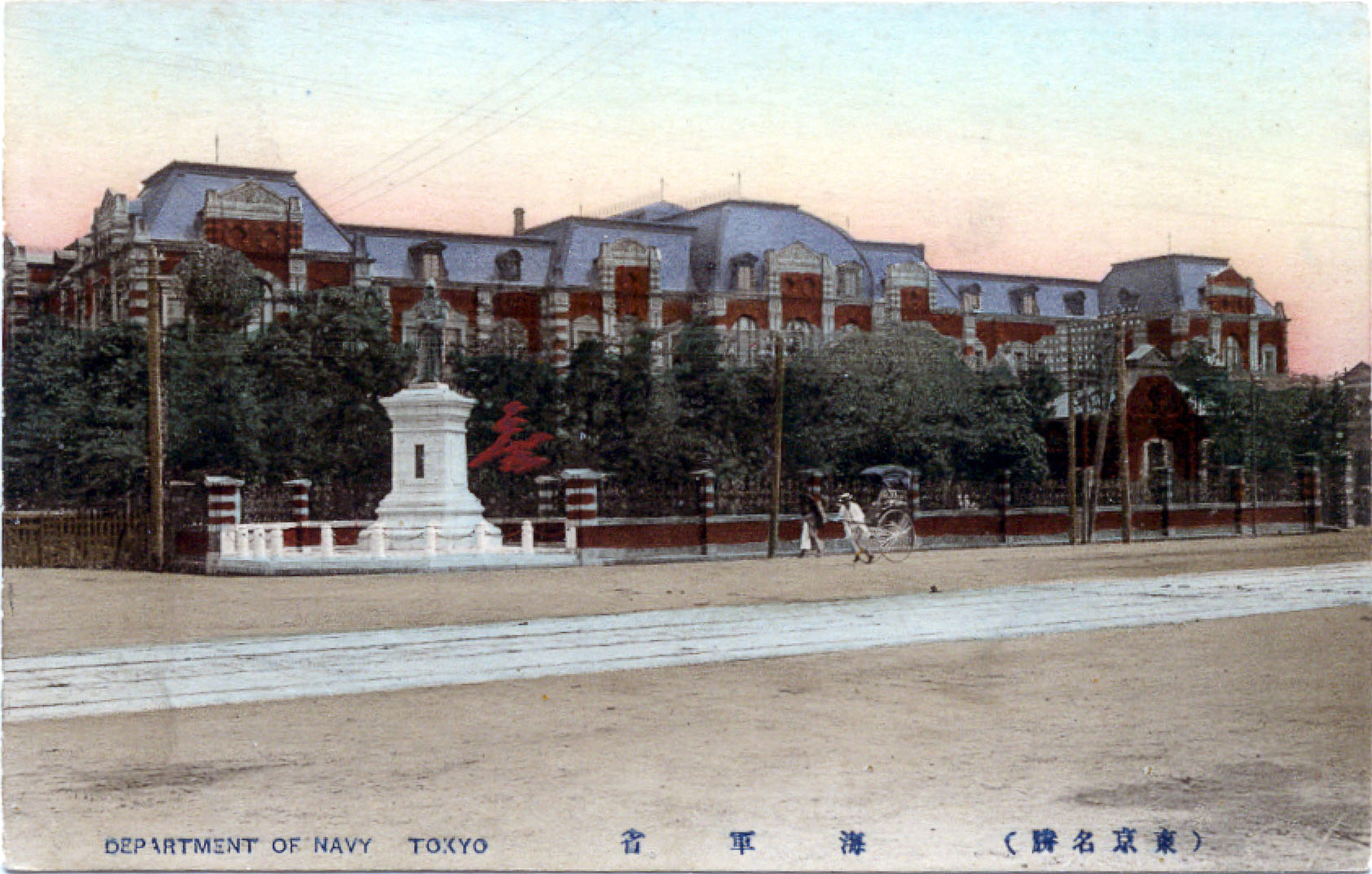
Budova Kaigunšó v Tokiu na pohlednici, přibližně 1890

Kaigunšó (japonsky 海軍省) bylo v letech 1872 až 1945 ministerstvo japonského císařského námořnictva, jedno z ministerstev Japonského císařství. Bylo podřízeno císaři a vládě. Dohlíželo na administrativní řízení císařského námořnictva a dále se dělilo na několik kjoku (局 ~ úřad), které spravovaly jednotlivé oblasti administrativní agendy císařského námořnictva.
U japonských jmen je rodné jméno uváděno na prvním místě a rodové jméno na druhém
Při přepisu japonštiny byla použita česká transkripce
U hodností císařského námořnictva bylo vypuštěno upřesnění „kaigun“ (海軍)

## Historie
Kaigunšó vzniklo 27. února 1872 (lunisolárního kalendáře, 4. dubna gregoriánského) rozdělením Hjóbušó (兵部省 ~ vojenské ministerstvo) na samostatnou armádní a námořní část.
Až do roku 1906 bylo Kaigunšó pod kontrolou admirálů ze Sacuma han, což bylo trnem v oku vládním stranám.

## Organizace

### Kjoku
Kaigunšó se interně dělilo na několik kjoku (局 ~ úřad). V roce 1872 jich bylo šest:
- Hišikjoku (秘史局) ~ sekretariát, převzatý z Kaigunbu (海軍部 ~ námořní sekce štábního velitelství)
- Zósenkjoku (造船局) ~ úřad lodního stavitelství. Dne 13. října (lunisolárního kalendáře, 13. listopadu gregoriánského) 1872 byl přejmenován na Šusenrjó (主船寮 ~ hlavní lodní úřad), 31. srpna 1876 na Šusenkjoku (主船局 ~ hlavní lodní úřad) a roku 1886 na Kanseikjoku (艦政局 ~ technický úřad) – předchůdce Kaigun kansei honbu (海軍艦政本部 ~ námořní technický úřad).[2]
- Gunmukjoku (軍務局) ~ úřad námořních záležitostí
- Suirokjoku (水路局) ~ úřad námořních cest, 26. března 1886 jej nahradilo Suirobu
- Kaikeikjoku (会計局) ~ finanční úřad
- Sanbókjoku (参謀局) ~ generální úřad, únoru 1874 přejmenován na Kaigun gundži bu (海軍軍事部 ~ sekce námořních záležitostí), funkční předchůdce Gunreibu

…a roku 1940 již devět:
- Gunmukjoku (軍務局) ~ úřad námořních záležitostí
- Heibikjoku (兵備局) ~ úřad válečných příprav/výzbroje
- Džindžikjoku (人事局) ~ personální úřad
- Kjóikukjoku (教育局) ~ úřad pro výcvik, založen 1. dubna 1923 na základě Kaigun kjóiku honbu
- Gundžukjoku (軍需局) ~ úřad pro zásobování, zřízen 15. listopadu 1940 a zrušen 1. března 1945
- Imukjoku (医務局) ~ zdravotnický úřad
- Keirikjoku (経理局) ~ finanční úřad
- Hómukjoku (法務局) ~ právní úřad
- Kenčikukjoku (建築局) ~ konstrukční úřad, zrušen 1. srpna 1941

### Podřízené orgány
Kaigunšó podléhaly (ať zcela nebo jen částečně) i následující orgány císařského námořnictva:
- Kaigun šókan kaigi (海軍将官会議) ~ admirálská rada, založená 1885 a rozpuštěná 30. listopadu 1945.
- Kaigun kansei honbu (海軍艦政本部) ~ námořní technický úřad, založen 19. května 1900 na základě Kanseikjoku. Dělil se na čtyři až sedm bu (部 ~ divize), které zodpovídaly za technický návrh námořních konstrukcí (od lodních trupů, přes pohon, výzbroj, pancéřování, elektroniku, až po konstrukci námořních letadel). V období mezi 21. zářím 1915 a 30. srpnem 1930 úřad existoval jako Kaigun gidžucu honbu (海軍技術本部).[3]
- Kaigun gidžucu kaigi (海軍技術会議) ~ námořní technická rada, pomáhala (Kaigun) Gunreibu připravit specifikace lodních konstrukcí. Byla ustanovena 21. dubna 1889 a kromě období mezi 10. listopadem 1903 a 30. lednem 1935, kdy byla součástí Kaigun kansei honbu (případně Kaigun gidžucu honbu), existovala až do roku 1945.[4]
- Kaigun kókú honbu (海軍航空本部) ~ námořní letecký úřad, založený 2. dubna 1927 na základě Kókúkibu (航空機部 ~ letecká divize Kaigun gidžucu honbu).[5] Zajišťoval výzbroj (včetně vydávání specifikací na požadované letouny) a výcvik pro císařské námořní letectvo.
- Kaigun kjóiku honbu (海軍教育本部) ~ námořní výcvikový úřad, založený 20. května 1900. Dne 1. dubna 1923 jej nahradil Kjóikukjoku.
- Suirobu (水路部) ~ sekce námořních cest, založená 26. března 1886 na základě Suirokjoku. Dne 29. listopadu 1945 převedeno pod ministerstvo dopravy (運輸省 Unjušó)
- Kaigun kótó gunpókaigi (海軍高等軍法会議) ~ nejvyšší námořní vojenský soud
- Kaigun Tókjó gunpókaigi (海軍東京軍法会議) ~ tokijský námořní vojenský soud
- Kaigun daigakkó (海軍大学校) ~ námořní vysoká škola, založená 14. července 1888
- Kaigun heigakkó (海軍兵学校) ~ námořní akademie
- Kaigun kikangakkó (海軍機関学校) ~ námořní technická akademie, založená 1881 a 1. října 1944 integrována do Kaigun heigakkó
- Kaigun keirigakkó (海軍経理学校) ~ námořní ekonomická akademie, založená 23. října 1874
- Kaigun gunigakkó (海軍軍医学校) ~ námořní akademie vojenské medicíny, založena 1897, zrušena 1. listopadu 1945
- Sensuikanbu (潜水艦部) ~ ponorková sekce
- Tokukóbu (特攻部) ~ sekce speciálních (~ sebevražedných) útoků
- Denpa honbu (電波本部) ~ radiový a radarový úřad, založený 20. dubna 1944
- Šisecu honbu (施設本部) ~ ženijní úřad, založený 1. srpna 1941
- Kaheisenbu (化兵戦部) ~ sekce pro chemický boj
- Unju honbu (運輸本部) ~ transportní úřad, založen 26. června 1943
- Kinkjú sembi sokušin bu (緊急戦備促進部) ~ sekce podpory nouzových válečných příprav, založena 30. června 1944
- Senpaku kjúnan honbu (船舶救難本部) ~ úřad pro lodní opravy, založen 30. prosince 1944
- Renšú rengó kókú sótai (練習連合航空総隊) ~ velitelství spojeného leteckého výcviku

## Seznam ministrů císařského námořnictva
Jako první se 10. května 1872 vedení Kaigunšó ujal Kaišú Kacu a to ve funkci námořní vicelord (海軍大輔 kaigun daisuke?) a od 25. října 1873 pak jako námořní lord (海軍卿 kaigun kjó).
Samotná funkce ministra námořnictva (海軍大臣 kaigun daidžin) byla zavedena 21. prosince 1885 a již následující den se prvním ministrem námořnictva stal Cugumiči Saigó. Celkem se na postu ministra námořnictva vystřídalo těchto devatenáct admirálů a generálů:
| #  | Od:               | Hodnost: | Jméno:             |
| -- | ----------------- | --- | ------------------ |
| 1  | 22. prosince 1885 | rikogun čúdžó (陸軍中将 ~ generálporučík)                                                                      | Cugumiči Saigó     |
| 2  | 10. července 1886 | rikogun čúdžó                                                                                                  | Owao Ojama         |
| 3  | 1. července 1887  | rikogun čúdžó (od 25. prosince 1888 v rezervě)                                                                 | Cugumiči Saigó     |
| 4  | 17. května 1890   | čúdžó (中将 ~ viceadmirál)                                                                                     | Sukenori Kabajama  |
| 5  | 8. srpna 1892     | čúdžó | Kagenori Nire      |
| 6  | 11. března 1893   | rikogun čúdžó v rezervě taišó (大将 ~ admirál) od 3. října 1894 gensui (元帥 ~ velkoadmirál) od 20. ledna 1898 | Cugumiči Saigó     |
| 7  | 8. listopadu 1898 | čúdžó taišó od 6. června 1904                                                                                  | Gonnohjóe Jamamoto |
| 8  | 7. ledna 1906     | čúdžó taišó od 16. října 1912                                                                                  | Makoto Saitó       |
| 9  | 16. dubna 1914    | čúdžó | Rokuró Jaširo      |
| 10 | 10. srpna 1915    | čúdžó taišó od 28. srpna 1915                                                                                  | Tomosaburó Kató    |
| 11 | 15. května 1923   | taišó | Takeši Takarabe    |
| 12 | 7. ledna 1924     | taišó | Kakuiči Murakami   |
| 13 | 11. června 1924   | taišó | Takeši Takarabe    |
| 14 | 20. dubna 1927    | taišó | Keisuke Okada      |
| 15 | 2. července 1929  | taišó | Takeši Takarabe    |
| 16 | 3. října 1930     | taišó | Kijokazu Abo       |
| 17 | 13. prosince 1931 | taišó | Mineo Ósumi        |
| 18 | 26. května 1932   | taišó | Keisuke Okada      |
| 19 | 9. ledna 1933     | taišó | Mineo Ósumi        |
| 20 | 9. března 1936    | taišó | Osami Nagano       |
| 21 | 2. února 1937     | čúdžó taišó od 1. dubna 1937                                                                                   | Micumasa Jonai     |
| 22 | 30. srpna 1939    | čúdžó | Zengo Jošida       |
| 23 | 5. září 1940      | taišó | Koširó Oikawa      |
| 24 | 18. října 1941    | taišó | Šigetaró Šimada    |
| 25 | 17. července 1944 | taišó | Naokuni Nomura     |
| 26 | 22. července 1944 | taišó | Micumasa Jonai     |